# Tumor ósseo
Tumor ósseo é uma neoplasia (crescimento celular anormal) que pode ser benigno (não invadem outros tecidos) ou maligno (câncer, invadem outros tecidos). A maioria dos tumores de ossos são benignos e quando são malignos geralmente se originaram de outros cânceres (metástase). São duas vezes mais comuns em homens e a maioria dos casos aparecem entre os 5 e 20 anos.

## Tipos

### Benignos
Os tumores benignos de osso podem ser:
- Encondroma: geralmente aparece nos ossos da mão e do pé. Muitas vezes não tem sintomas. É o tipo mais comum de tumor na mão.
- Osteocondroma: é o tumor benigno mais comum do osso que geralmente afeta adolescentes e crianças. Pode ser um hamartoma (crescimento de células maduras fora da membrana basal).
- Tumor ósseo de células gigantes: é um tumor benigno que normalmente aparecem no fêmur ou na tíbia.
- Osteoma osteoide: aparece geralmente em ossos longos e é mais frequente em adultos jovens.
- Osteoblastoma: é um único tumor que ocorre na coluna vertebral. Também pode afetar ossos longos. Mais comum em adultos jovens.

### Câncer
Primários
Os cânceres primários de osso são mais comuns em homens e jovens e podem ser:
- Osteossarcoma é mais comum entre os 10 e 20 anos e aparece em torno do joelho e braço. Quando aparece em adultos normalmente está associado a doença de Paget.
- Sarcoma de Ewing é um tumor neuroectodérmico maligno, de origem genética (translocação 11:22), que geralmente aparece em costelas, pélvis, ombro ou fêmur em jovens de 5 a 20 anos. Também pode começar em tecidos em torno de ossos.
- Condrossarcoma ocorre mais freqüentemente em pessoas entre 40 e 70 anos e o risco aumenta com a idade. O quadril, perna, braço e ombro são os locais comuns deste tipo de câncer, que se origina nas células que formam a cartilagem.

Secundários
As metástases para osso, são 50 vezes mais comuns que cânceres originados em osso, mais comuns depois dos 60 anos e geralmente tem origem em:
- Câncer de próstata,
- Câncer de mama,
- Câncer de pulmão,
- Câncer de tireoide ou
- Câncer de rim.

## Diagnóstico
Frequentemente são um achado incidental em um raio-X ou tomografia computadorizada feito para outro problema. Uma biópsia permite diferenciar entre os tipos de tumores ósseos.

## Tratamento
A maioria dos tumores benignos podem ser acompanhados por vários anos sem causar dor nem dificultar movimentos. Caso o tumor cause problemas ou tenha chance de dar metástase pode-se remover o tumor cirurgicamente e colocar uma prótese no lugar. Radioterapia e quimioterapia também podem ser usados, principalmente se houver metástase. Amputação pode ser necessária quando o tumor cresce invade as partes próximas.